# Сигнал о принуждении
Сигнал о принуждении — заранее оговоренный условный сигнал, с помощью которого человек может дать понять, что он действует не по своей воле.

## В разведке
Сотрудников (агентов) разведки, которые засылаются для подпольной работы, имея радиопередатчики для связи, контрразведка противника может захватить и заставить участвовать в радиоигре. На такой случай предусматривается заранее оговоренный условный сигнал, с помощью которого они могут дать знать своему руководству об этом.
Например, агент германского разведоргана «Цеппелин» Пётр Таврин в случае ареста и привлечения к участию в радиоигре должен был вставить в текст своей радиограммы два слова, начинающиеся с букв из слов, в которых имеются две одинаковые буквы рядом, например «русский», «коммуна» и т. п.: например, вставить в радиограмму слова «милая мама», «сильный снегопад» и т. п. Другой агент «Цеппелина» в случае ареста и привлечения к участию в радиоигре должен был вставлять дату радиограммы не в начале, как обычно, а в конце текста.

## В авиации
В авиации для сообщения о захвате самолёта предусмотрен кодовый сигнал транспондера 7500. Кроме того, у авиакомпаний есть свои словесные условные сигналы на случай захвата самолёта.

## В охранной сигнализации
В охранной сигнализации часто предусмотрена функция «Снятие с охраны под принуждением». Например, преступники подстерегли человека возле его квартиры, заставили его открыть квартиру и снять её с сигнализации. В таком случае человек может при отключении сигнализации ввести специальный код, после чего оператор получит тревожный сигнал и будет выслана группа быстрого реагирования.
В приборах «Орион» таким условным кодом являются две восьмёрки, а в приборах «Дунай» и «Интеграл» условным сигналом опасности является то, что последняя цифра кода отключения сигнализации должна быть на единицу больше. Например, если последняя цифра кода отключения сигнализации «9», то при отключении под принуждением последняя цифра должна быть «0». В некоторых российских приборах последняя цифра сигнала опасности должна отличаться на единицу в большую или меньшую сторону: например, если код отключения сигнализации 3456, то при отключении под принуждением нужно набрать на клавиатуре 3457 или 3455. В других системах код опасности задаётся произвольно.